# Aubigné-sur-Layon
Aubigné-sur-Layon é uma comuna francesa na região administrativa da Pays de la Loire, no departamento de Maine-et-Loire. Estende-se por uma área de 5,32 km². Em 2010 a comuna tinha 379 habitantes (densidade: 71,2 hab./km²).